# Park Narodowy Bałkanów Środkowych
Park Narodowy Bałkanów Środkowych – park narodowy w Bułgarii, obejmuje środkową i najwyższą część Starej Płaniny, w samym centrum Bułgarii. Od 2011 roku figuruje na liście wstępnej Światowego Dziedzictwa UNESCO, a od 2005 roku uznawany jest przez BirdLife International za ostoję ptaków IBA.
Utworzony został 31 października 1991 na mocy dekretu nr 843; pomysł na jego utworzenie pojawił się już 10 lat wcześniej.

## Warunki naturalne
Park ma położenie równoleżnikowe, ciągnie się ze wschodu na zachód przez około 85 km; zajmuje pas o szerokości blisko 10 km. Powierzchnia parku wynosi 72 021,07 ha (720,2 km²) (w 1991 wynosiła 71 669,5 ha). Park obejmuje tereny położone od 550 m n.p.m. do 2376 m n.p.m. (szczyt Botew); około 20 szczytów sięga wysokości 2000 m n.p.m. lub większej. W parku występują wapienne formy krasowe i różnorodne formacje skalne. Na terenie parku leży najgłębsza jaskinia Bułgarii, Rajczowa dupka, głęboka na 377 m. W krajobrazie Parku Narodowego Bałkanów Środkowych odnaleźć można również wysokogórskie łąki, kaniony, klify, urwiska i wodospady.

## Flora
W parku stwierdzono występowanie ponad połowy gatunków i podgatunków roślin odnotowanych w Bułgarii – stwierdzono tu 697 gatunków, w tym 676 należy do roślin naczyniowych. Charakterystycznym elementem parku są stare lasy bukowe (Fagus sylvatica) i inne lasy liściaste, np. z przedstawicielami rodzajów: grab (Carpinus), dąb (Quercus) i chmielograb (Ostrya), niektóre stare na około 250 lat (stan w 2005). Niekiedy lasy te występują z domieszką sosen (Pinus) i jodeł (Abies). Przykłady gatunków drzew i krzewów tu rosnących to jodła pospolita (Abies alba), klon Heldreicha (Acer heldreichii), grab pospolity (Carpinus betulus), cis pospolity (Taxus baccata), świerk pospolity (Picea abies), jałowiec pospolity (Juniperus communis), sosny: rumelijska (Pinus peuce) i czarna (Pinus nigra); z mniejszych roślin wymienić można takie jak: szarotka alpejska (Leontopodium alpinum), Lilium jankae, goryczka żółta (Gentiana lutea), Primula frondosa, śnieżyczka przebiśnieg (Galanthus nivalis), pełnik europejski (Trollius europaeus), pokrzyk wilcza jagoda (Atropa belladonna), knieć błotna (Caltha palustris) i widłak goździsty (Lycopodium clavatum). Lasy zajmują 61% powierzchni parku.

## Fauna
W Parku Narodowym Bałkanów Środkowych odnotowano 2387 gatunków i podgatunków bezkręgowców; są to np. przedstawiciele rodzaju tęcznik (Calosoma) i niepylaki apollo (Parnassius apollo). W parku stwierdzono 59 gatunków ssaków, 14 gatunków gadów i 123 gatunki ptaków lęgowych (to 45% awifauny Bułgarii) i 8 gatunków płazów (m.in. rzekotka drzewna Hyla arborea). Z rzadszych w Europie gatunków ssaków wymienić można wilka szarego (Canic lupus), wydry (Lutra lutra), nietoperze: mroczek orzęsiony (Myotis emarginatus) i podkasaniec zwyczajny (Miniopterus schreibersii), orzesznica leszczynowa (Muscardinus avellanarius), kozica północna (Rupicapra rupicapra), niedźwiedź brunatny (Ursus arctos). Występuje tu też kuna leśna (Martes martes), żbiki (Felis silvestris), suseł moręgowany (Spermophilus citellus) i ślepiec mały (Spalax leucodon).

### Awifauna
Od 2005 roku BirdLife International uznaje Park Narodowy Bałkanów Środkowych za ostoję ptaków IBA. Występują tu m.in. 2 podgatunki endemiczne dla Bałkanów: płochacz halny (Prunella collaris podg. subalpina) i górniczek zwyczajny (Eremophila alpestris podg. balcanica). BirdLife International wymienia 31 gatunków, których występowanie w parku zaważyło na uznaniu go za ostoję. Należy do nich jeden zagrożony gatunek, raróg zwyczajny (Falco cherrug), jeden narażony – orzeł cesarski (Aquila heliaca) i bliska zagrożenia góropatwa skalna (Alectoris graeca). Pozostałe gatunki mają status LC (najmniejszej troski). Są to:
- jarząbek zwyczajny (Bonasa bonasia)
- sokół wędrowny (Falco peregrinus)
- pustułka zwyczajna (Falco tinnunculus)
- orzeł przedni (Aquila chrysaetos)
- derkacz zwyczajny (Crex crex)
- puszczyk uralski (Strix uralensis)
- sóweczka zwyczajna (Glaucidium passerinum)
- włochatka zwyczajna (Aegolius funereus)
- lelek zwyczajny (Caprimulgus europaeus)
- dzięcioł białogrzbiety (Dendrocopos leucotos)

- dzięcioł czarny (Dryocopus martius)
- wieszczek (Pyrrhocorax graculus)
- modraszka zwyczajna (Cyanistes caeruleus)
- kapturka (Sylvia atricapilla)
- mysikrólik zwyczajny (Regulus regulus)
- pomurnik (Tichodroma muraria)
- kos zwyczajny (Turdus merula)
- drozd śpiewak (Turdus philomelos)
- drozd obrożny (Turdus torquatus)

- kwiczoł (Turdus pilaris)
- paszkot (Turdus viscivorus)
- rudzik zwyczajny (Erithacus rubecula)
- kląskawka zwyczajna (Saxicola rubicola)
- nagórnik zwyczajny (Monticola saxatilis)
- muchołówka półobrożna (Ficedula semitorquata)
- muchołówka mała (Ficedula parva)
- płochacz halny (Prunella collaris)
- zięba (Fringilla coelebs)

Do gatunków nieuznanych za „trigger species” należą m.in. puchacz zwyczajny (Bubo bubo), uszatka zwyczajna (Asio otus) i kurhannik (Buteo rufinus).